# دوغ ماكليلاند
دوغ ماكليلاند هو دبلوماسي وسياسي أسترالي، ولد في 5 أغسطس 1926 في Wentworthville, New South Wales ‏ في أستراليا. نشط حزبياً في حزب العمال الأسترالي. وقد انتخب President of the Senate (Australia) ‏ (21 أبريل 1983 – 23 يناير 1987) وانتخب عضو مجلس الشيوخ الأسترالي ‏ عن دائرة نيوساوث ويلز ‏ (1 يوليو 1962 – 23 يناير 1987).